# Jules Bigot
Jules Bigot (Bully-les-Mines, 22 oktober 1915 - Rijsel, 24 oktober 2007), is een voormalig voetbalspeler, trainer en spelverdeler uit het Franse voetbal.
Na enkele amateurjaren in Bully-les-Mines, maakte hij een mooie tijd door bij Olympique Lillois van 1933 tot 1939, briljant als scorer en spelverdeler. Tijdens de oorlog speelde hij kort bij Olympique Marseille en vervolgens bij Saint-Étienne, voor hij terugkeerde naar Lille in 1943, om daar het shirt te dragen van de geheel nieuwe Lille Olympique Sporting Club. Met deze ploeg werd hij kampioen van Frankrijk en won hij twee maal de beker. Hij verliet de club in 1950 om te spelen bij le Havre als speler-coach, vooraleer hij defenitief stopte in 1951. Naast zijn carrière als clubspeler, behaalde Bigot 6 selecties voor de Nationale voetbalploeg van Frankrijk.
Jules Bigot werd na zijn spelerscarrière trainer van FC Rouen en in 1952-1953, in Toulouse van  1953 tot 1958, met een overwinning in de Coupe de France in 1957, in Lens van 1959 tot 1962 met een overwinning in de Coupe Drago in 1960, vervolgens bij Cercle Brugge tijdens het seizoen 1962-1963. In 1963, keerde hij terug naar Lille om Lille OSC weer naar Eerste Klasse te krijgen. Hierop volgden 2 ervaringen in België, eerst bij KAA Gent in 1966-1967, en vervolgens bij Royal Excelsior Moeskroen van 1969 tot 1971.
In 1973 begon Bigot zijn carrière als trainer en volgde hij Paul Wartel op aan het hoofd van de Vereniging van Voetballeerkrachten. Hij behield deze functie tot in 1990. Verder was hij nog een lid van de Federale Raad van de Franse Voetbalbond van 1975 tot 1980. 

## Biografie

### Clubcarrière

#### Debuut in Bully-les-Mines en doorbraak bij Lille (1933-1939)
Jules Bigot begon met voetballen bij ES Bully, de club uit zijn geboorteplaats. Daar werd hij opgemerkt door de heer Wallocq, hoofd van Olympique Lillois, die beslist om hem aan te trekken.
Bigot komt zo bij Olympique Lillois op de leeftijd van 18 jaar en maakt zijn debuut in de eerste ploeg eerst als vleugelspeler, vervolgens als centrale aanvaller. Hij is dan de jongste professionele voetbalspeler van Frankrijk.
Hij wordt al snel een vaste waarde in de ploeg, waarmee hij de finale van de Coupe de France bereikt in 1939 (3-1-verlies tegen RC Paris).
Jules Bigot is recordhouder qua doelpunten voor Olympique Lillois met 75 doelpunten in alle competities..

#### Marseille en nadien Saint-Étienne (1939-1943)
Tijdens de Oorlog, maakt hij gebruik van het voetbal om de vrije zone te bereiken en gaat hij spelen bij Olympique de Marseille tijdens het seizoen 1939-1940. Vervolgens zette hij zijn carrière verder bij AS Saint-Étienne tot in 1943.
Tijdens die periode in Saint-Étienne maakt hij kennis met Marie Joséphine Brun, bijgenaamd "Rinou", die later zijn vrouw wordt en die de tante is van Gérard Janvion, de latere speler van ASSE. Uit dat huwelijk komt een dochter voort, genaamd Nicole.
Hij houdt tot op de dag van vandaag het record van de meeste doelpunten in één wedstrijd (10), tijdens zijn periode bij AS Saint-Etienne.

#### Terug naar Rijsel (1943-1950)
In 1943 keert Bigot terug naar Lille OSC en vervolmaakt zich onder de vlag van "Lilles-Flandres", en vervolgens als voorvechter van het geheel nieuwe Lille Olympique Sporting Club, dat voortkomt uit de fusie van Olympique Lillois en Sporting Club Fivois.
Zijn terugkeer naar het Noorden werd bekroond met succes, aangezien hij in 1946 een kampioenschap won met LOSC en drie coupes de France de jaren nadien.  Bigot is steeds een belangrijk deel van de ploeg, maar evolueert steeds meer naar een spelverdelersrol, en niet langer als aanvaller..

### Selecties voor de nationale ploeg
Jules Bigot werd voor het eerst geselecteerd voor de nationale ploeg op 9 februari 1936, op een leeftijd van nauwelijks 20 jaar, tijdens een 3-0-nederlaag tegen TsjechoslovakijeSjabloon:,.
Zijn carrière bij Frankrijk wordt gestopt door de Tweede Wereldoorlog. Hij speelde in slechts 6 wedstrijden en scoorde 1 doelpunt in 9 jaar tijd voor de nationale ploeg van Frankrijk.

### Carrière als trainer

#### Speler-trainer bij Le Havre (1950-1951)
Na zijn succesvolle spelerscarrière werd hij speler-coach van Havre Athletic Club.
Zijn enige seizoen bij Le Havre verliep vlekkeloos, de club eindigde goed in de ranglijst van het kampioenschap en bereikte de kwartfinales van de Coupe de France.
Zijn extreme eisen aan zichzelf en zijn spelers, zijn legendarische oprechtheid, zijn rechtvaardigheidsgevoel en zijn vrijgevigheid maken hem tot het symbool van een tijdperk waarin de sportieve geest, stevig verankerd in de principes van eer en respect, prevaleert boven alles.

#### Eerste trofee met Toulouse en korte periode bij les Bleus (1953-1958)
Hij werd coach van de Toulouse Football Club (1937) in 1953. Hij behoudt deze job 5 seizoenen en wint de Coupe de France in 1957, wat zijn eerste trofee is als trainer..
Zijn jaren bij Toulouse worden onderbroken door een korte onderbreking als trainer van de Nationale ploeg van Frankrijk. De Franse voetbalfederatie benoemt hem in oktober 1954, maar het avontuur duurt niet lang door een administratieve fout. Jules Bigot gebrukt slaaptreinen om zijn spelers te laten rusten tijdens de reizen en de FFF weigert zijn kosten terug te betalen, omdat internationale voetballers geacht worden in Tweede Klasse te reizen. Met zijn stoute karakter is Bigot hierdoor zo gekleineerd dat hij de ploeg verlaat na slechts twee wedstrijden (3-1 winst tegen Duitsland en 2-2 tegen België).

#### Strijd tegen de degradatie met RC Lens (1959-1962)
De ploeg Racing Club de Lens haalt Jules Bigot halverwege het seizoen 1958-1959 voor het haar resultaten verbetert en vooral om een degradatie te vermijden naar de Tweede Klasse. Bigot slaagt hierin door als 16e te eindigen..
Tevreden over zijn werk geeft de directie van Lens hem een contractverlenging van 3 seizoenen, tot 1963. Het orgelpunt van die jaren is de overwinning in de Charles Drago-beker in 1960.

#### Promotie met Lille (1963-1966)
Bigot maakte in 1963 zijn tweede terugkeer naar Lille, ditmaal als trainer. Het doel is om LOSC weer naar Eerste Klasse te brengen. Het lukt hem in zijn eerste jaar, wanneer de ploeg Kampioen van Frankrijk in Tweede Klasse en 1964.

### Carrière als bestuurder
En 1973 volgt Bigot Paul Wartel op aan het hoofd van de Vereniging van Voetballeraren. Deze  « Amicale des Éducateurs de football » is ontstaan in 1947 door Gabriel Hanot en heeft tot doel dit beroep te promoten en bijscholingscursussen te organiseren. Gaby Robert vervangt hem in 1990.
Hij eindigt als lid van de Federale Raadgevingsdienst van de Fédération française de football van 5 april 1975 tot 31 december 1980.
Jules Bigot overleed in Rijsel op 24 oktober 2007 op 92 jarige leeftijd.